# Parafia św. Bazylego w Nantes
Parafia św. Bazylego – etnicznie grecka parafia prawosławna w Nantes. Obecnie nie prowadzi czynnej działalności. Wierni greccy korzystają z parafii św. Bazylego i św. Aleksego w jurysdykcji Zachodnioeuropejskiego Egzarchatu Parafii Rosyjskich.